# Ultras bedste
Ultra bedste var et tv-program på DR Ultra, som bestod af små indslag, hvor idéerne primært var udarbejdet af de medvirkende børn.
Programmet var sat i rammen som en casting, hvor større værter bl.a. Emil fra Store Nørd præsenterede de forskellige indslag og prøvede at charmere de tre dommerhunde i stil med x-factor.

## Afsnit
Der blev lavet 24 afsnit som alle havde flere indslag, flere af indslagene var gennemgående som f.eks. "Lenny hack", men fulgte roterede.
Nogle indslag havde forskellige lokationer eller tema, som f.eks. "Sleep over" som handlede om en gruppe børn som overnattede forskellige steder som f.eks. legeland, i skole osv.
Eller "Hvad tør Bubber" som handler om modighed på forskellige områder
|                                     | 1                                            | 2                                                           | 3 | 4                                                                           | 5                                                                  | 6                                                                           | 7                                                  | 8                                                         | 9                                                                               | 10                                                                            | 11                                                                    | 12 |
| ----------------------------------- | -------------------------------------------- | ----------------------------------------------------------- | --- | --------------------------------------------------------------------------- | ------------------------------------------------------------------ | --------------------------------------------------------------------------- | -------------------------------------------------- | --------------------------------------------------------- | ------------------------------------------------------------------------------- | ----------------------------------------------------------------------------- | --------------------------------------------------------------------- | -- |
| Værter                              | - Sofie Østergård - Bubber - Sebastian Klein | - Jonas Vesterbøg - Emilie Werner Semmelroth - Emil Nielsen | - Nicoline Sharma Rubow - Emilie Werner Semmelroth - Emil Nielsen - Christian Trangbæk - Sebastian Klein - 'Svenning' | - Jonas Vesterbøg - Sofie Østergård - Christian Trangbæk - Joakim Ingversen | - Christian Trangbæk - Sebastian Klein - 'Svenning' - Emil Nielsen | - 'Svenning' - Emilie Werner Semmelroth - Jonas Vesterbøg - Sofie Østergård | - Bubber - Jonas Vesterbøg - Nicoline Sharma Rubow | - Martin 'Guf' - Joakim Ingversen - Nicoline Sharma Rubow | - Joakim Ingversen - Bubber - 'Svenning' - Christian Trangbæk - Sebastian Klein | - Emil Nielsen - Emilie Werner Semmelroth - Sebastian Klein - Jonas Vesterbøg | - 'Svenning' - Martin 'Guf' - Sebastian Klein - Nicoline Sharma Rubow |    |
| Sleep-Over                          | 1 - I Legeland                               |                                                             | |                                                                             |                                                                    | 2 - I kirken                                                                | 3 - Den blå Planet                                 | 4 - Toys'r'us                                             |                                                                                 |                                                                               |                                                                       |    |
| Laanie Hacks                        | 1 - Oreos                                    |                                                             | 2 - Prut | 3 - Travl og mælk                                                           |                                                                    | 4 - Telefon lommeregner                                                     |                                                    | 5 - Tennis sparegris                                      | 6 - Juice hack                                                                  |                                                                               | 7 - Mobilvækur for lavt                                               |    |
| Homemade                            | 1 - Remoulade tube                           |                                                             | | 2 - Ananas dåse                                                             |                                                                    | 3 - Leverpostej æske                                                        |                                                    | 4 - Juicebrik                                             |                                                                                 | 5 - Citronpresser                                                             | 6 - 'Briller'                                                         |    |
| Tøm en butik                        | 1 - Maximillian                              |                                                             | 2 - Victor |                                                                             |                                                                    |                                                                             |                                                    |                                                           |                                                                                 |                                                                               |                                                                       |    |
| Hvad tør Bubber                     |                                              | 1 - Udspring svømmehal                                      | |                                                                             | 2 - Boksning                                                       |                                                                             |                                                    |                                                           |                                                                                 | 3 - Klatring / High roping                                                    | 4 - Revanche - Klatring / High roping                                 |    |
| Hjerterum                           |                                              | 1                                                           | |                                                                             |                                                                    |                                                                             | 2                                                  |                                                           |                                                                                 |                                                                               |                                                                       |    |
| Mad med Guf                         |                                              | 1 - Gamermad                                                | 2 - Pyjamas party Perfekt r                                                                                           | 3 - Ulykkelig Kærlighed                                                     |                                                                    |                                                                             |                                                    |                                                           | 4 - Perfekt ret til at overtale forældre                                        |                                                                               |                                                                       |    |
| Køkkenkemi                          |                                              | 1 - Cola & Mælk                                             | |                                                                             | 2 - Skumsnegl                                                      | 3 - Hjemmlaved hjerne                                                       |                                                    |                                                           | 4 - Vulkan                                                                      | 5 - Selv oppustende ballon.                                                   |                                                                       |    |
| Hundefar                            |                                              | 1 - Helikopter                                              | 2 - Puslespil |                                                                             | 3 -                                                                | 4 - Malebog                                                                 |                                                    |                                                           |                                                                                 |                                                                               |                                                                       |    |
| Ubrugeligviden                      |                                              |                                                             | 1 - |                                                                             | 2 - Blok fisk                                                      |                                                                             |                                                    | 3 - Indisk lilla frø                                      |                                                                                 |                                                                               | 4 -                                                                   |    |
| The Challengers                     |                                              |                                                             | 1 - Løg | 2 - Jordbær med Sennep                                                      | 3 - Chokoladsovs & Tun                                             |                                                                             |                                                    |                                                           |                                                                                 |                                                                               | - Chubby bunny4                                                       |    |
| Vild viden                          |                                              |                                                             | 1 - Grise & Hajer, og svampe etc.                                                                                     | 2 - Unik tunge aftryk & planet regn etc.                                    |                                                                    | 3 - Okay by, spiselig klistermærker etc.                                    |                                                    |                                                           |                                                                                 | 4 - Reje hjerne, honning, babyer etc.                                         |                                                                       |    |
| Agnes Værelse                       |                                              |                                                             | | 1 - Om at være kendt Oliver Bjerrehus                                       |                                                                    |                                                                             |                                                    |                                                           | 2 - Forelskelse Nikolai Stockholm                                               |                                                                               |                                                                       |    |
| Baby Testerne                       |                                              |                                                             | |                                                                             | 1 - Bleer                                                          |                                                                             | 2 - Babymad, vælling og modermælkserstatning       |                                                           |                                                                                 | 3 - Klapvogn                                                                  |                                                                       |    |
| Lang historie kort                  |                                              |                                                             | |                                                                             | 1 - Toiletet i gamledage                                           | 2 - Hvorfor hedder Danmark, Danmark.                                        | 3 - Hvorfor vandt Danmark EM 92                    |                                                           |                                                                                 |                                                                               | 4 - Hvorfor havde Hitler sådan et mærkelig overskæg.                  |    |
| Pizzajagt                           |                                              |                                                             | |                                                                             |                                                                    |                                                                             | 1                                                  |                                                           | 2                                                                               |                                                                               |                                                                       |    |
| Spørg om alt                        |                                              |                                                             | |                                                                             |                                                                    |                                                                             |                                                    | 1 - Blind (næsten)                                        |                                                                                 |                                                                               |                                                                       |    |
| Der er så meget Drenge ikke forstår |                                              |                                                             | |                                                                             |                                                                    |                                                                             |                                                    |                                                           |                                                                                 | 1 - Barbare ben                                                               |                                                                       |    |
| Kan man tage bad i ?                |                                              |                                                             | |                                                                             |                                                                    |                                                                             |                                                    |                                                           |                                                                                 |                                                                               | 1 - Ketchup                                                           |    |
|                                     |                                              |                                                             | |                                                                             |                                                                    |                                                                             |                                                    |                                                           |                                                                                 |                                                                               |                                                                       |    |

## Indslag

### Sleep over
I hvert indslag, får tre venner/veninder mulighed for overnatte et særligt sted som man normalt ikke er mugligt, som f.eks. legeland, eksperimentarium, museum etc.

### Laanie Hacks
Laanie præsentere små hacks til din hverdag.

### Homemade
Viser en hvordan man laver sine egne hjemme lavet ting, ud fra hvad man har liggende derhjemme. Så man ikke skal købe det i butikker.

### Tøm en butik
Tre heldig børn får lov til at tømme en butik på 1 minut, men får særlige briller eller andet der gør det udfordrende.

### Hjerterum
Snakker om typiske problemer, typisk om kærester.

### Mad med guf
Er madlavning med bestemte temaer.

## Efterfølgende
Nogle af indslagene fik støre programmer efterfølgende bl.a. Sleep over.